# Michail Kalatozov
Michail Kalatozov (rusky: Михаил Константинович Калатозов; 28. prosince 1903 Tbilisi – 26. března 1973 Moskva) byl sovětský a gruzínský filmový režisér. Světově se proslavil pod ruskou podobou svého jména, jeho rodné gruzínské jméno znělo Micheil Kalatozišvili (gruzínsky: მიხეილ კალატოზიშვილი). Proslul zejména snímkem Jeřábi táhnou, který vyhrál v roce 1958 Zlatou palmu na festivalu v Cannes. Byl to první (a poslední) sovětský film, kterému se to podařilo.

## Život
Narodil se ve šlechtické rodině s kořeny ve 13. století. Vystudoval ekonomii a vystřídal mnoho profesí, než začal svou filmovou kariéru. Ve filmu začínal jako herec, později byl kameraman a režisér dokumentárních filmů. V roce 1933 se zapsal na Ruský státní institut múzických umění. V roce 1936 vedl filmové studio Kartuli Pilmi, poté pracoval ve Státním výboru pro kinematografii. V roce 1939 se přestěhoval do Leningradu, aby pracoval ve studiu Lenfilm jako filmový režisér. Během druhé světové války režíroval několik propagandistických filmů a pracoval jako kulturní atašé na sovětské ambasádě ve Spojených státech.
Jeho snímek Věrní přátelé získal hlavní cenu Křišťálový glóbus na filmovém festivalu v Karlových Varech roku 1954. Většina filmových historiků však považuje za jeho vrcholnou tvůrčí fází až pozdní díla, konkrétně poslední čtyři filmy, počínaje snímkem Jeřábi táhnou z roku 1957. Následovaly Neodeslaný dopis (1960), Já, Kuba (1964) a Červený stan (1969). První tři filmy jsou často oceňovány také díky mistrovské kameře Sergeje Urusevského. Snímek Jeřábi táhnou vidělo jen v Sovětském svazu 28,3 miliony diváků. Červený stan byl společným sovětsko-italským počinem, v mezinárodním týmu herců nechyběli Peter Finch, Sean Connery nebo Claudia Cardinalová. V roce 1971 byl nominován na Zlatý glóbus za zahraniční film. Roku 1969 byl Kalatozov jmenován národním umělcem SSSR.
Kalatozov byl ženatý se Zhannou Valachiovou, dcerou italského konzula, což Kalatozovi později usnadňovalo spolupráci s italskými filmaři. Potkali se v Batumi o prázdninách. V roce 1929 Zhanna porodila jejich syna Georgyho a získala sovětské občanství. Georgy následoval svého otce a pracoval jako kameraman a filmový režisér, stejně jako jeho vnuk Micheil Kalatozišvili. Ten založil nadaci pojmenovanou po svém dědovi, aby pomáhala s uchováváním starých a financováním nových filmů.
Michail Kalatozov zemřel v Moskvě 26. března 1973 po svém sedmém infarktu a byl pohřben na Novoděvičím hřbitově.